# Chasmodes bosquianus
Chasmodes bosquianus és una espècie de peix de la família dels blènnids i de l'ordre dels perciformes present des de Nova York fins a la costa oriental de Florida.
És un peix de clima subtropical que viu fins als 30 m de fondària.
Els mascles poden assolir 15 cm de longitud total.
És ovípar.
És depredat per Morone saxatilis, Pomatomus saltator i Cynoscion regalis.